# Fuendetodos
Fuendetodos est une commune d’Espagne, dans la province de Saragosse, communauté autonome d'Aragon comarque de Campo de Belchite.

## Histoire
Fuendetodos est le village où se situe la maison natale du peintre Francisco De Goya

## Lieux et monuments
- Museo del Grabado de Goya, qui contient de nombreuses gravures de Goya

## Personnalités
- Francisco de Goya peintre et graveur né en 1746 dans la localité.